# ТЕС Біттерфельд
51°37′46.1″ пн. ш. 12°18′18.0″ сх. д. / 51.629472° пн. ш. 12.305000° сх. д.
ТЕС Біттерфельд — теплова електростанція в Німеччині у федеральній землі Саксонія-Ангальт, споруджена на основі технології комбінованого парогазового циклу.
Майданчик станції знаходиться у потужній хімічній індустріальній зоні міста Біттерфельд-Вольфен, на північ від Лейпцига. Введена в експлуатацію у 2000 році, ТЕС складається з одного енергоблоку, у складі якого встановлена газова турбіна компанії General Electric 6001FA та парова турбіна. Вони забезпечують загальну електричну потужність блоку на рівні 114 МВт.
Крім виробництва електроенергії, станція постачає теплову енергію підприємствам оточуючої промислової зони, завдяки чому станом на 2010 рік фактична загальна паливна ефективність становила 70 %. В той же час, суттєве зниження споживання пари індустріальним парком не дозволяло в повній мірі використовувати можливості станції.
Вартість спорудження енергоблоку склала 55 млн євро.